# Roville-aux-Chênes
Roville-aux-Chênes település Franciaországban, Vosges megyében. Lakosainak száma 369 fő (2022. január 1.). Roville-aux-Chênes Rambervillers, Doncières, Romont, Saint-Maurice-sur-Mortagne és Xaffévillers községekkel határos.

## Népesség
A település népessége az elmúlt években az alábbi módon változott:
| Lakosok száma | 404  | 371  | 545  | 369  | 369  | 370  | 370  | 370  | 369  |
|               | 2013 | 2015 | 2016 | 2017 | 2018 | 2019 | 2020 | 2021 | 2022 |